# 1974年南アフリカグランプリ
1974年南アフリカグランプリ (英: 1974 South African Grand Prix、正式名称: XX Lucky Strike Grand Prix of South Africa) は、1974年のF1世界選手権第3戦として、1974年3月30日にキャラミで開催された。

## 概要
カルロス・ロイテマンが初勝利を挙げた。アルゼンチン人ドライバーとしては1957年ドイツグランプリのファン・マヌエル・ファンジオ以来17年ぶりの勝利であり、ブラバムにとっては1970年南アフリカグランプリ（ジャック・ブラバム）以来4年ぶりの勝利であった。

## 背景
前年10月の第四次中東戦争に端を発したオイルショックの影響で、南アフリカはアラブ諸国から石油配給を拒否された。この煽りを受ける形で国内のモータースポーツが全て中止に追い込まれたことで本GPの開催も危ぶまれたが、キャラミサーキットを保有しレースの主催者でもあるアレックス・ブリノーらの当局への働きかけにより、レース開催にこぎつけた。

## レース前

### 非選手権レース
前戦ブラジルGPから2ヶ月のブランクがあり、その間に2つの非選手権レースが開催された。
ブラジルGPから1週間後の2月3日、新設されたブラジリア・サーキットで開催されたプレジデンテ・メディチ・グランプリは、マクラーレンのエマーソン・フィッティパルディが優勝した。
3月17日にブランズ・ハッチで開催されたレース・オブ・チャンピオンズは、このレースから投入されたヘスケス初のオリジナルF1マシン308を駆るジェームス・ハントがポールポジションを獲得し、ロータスのジャッキー・イクスが雨の中で行われたレースを制した。

### ピーター・レブソンの死
本GPの開催1週間前にキャラミでテスト走行が行われ、その最中であった3月22日にシャドウのピーター・レブソンがターン2の「バーベキューベンド」でサスペンションの故障に見舞われ、ガードレールにクラッシュして亡くなった。レブソンがクラッシュした地点には3重の金網が急遽設置された。

## エントリー

### ドライバー
シャドウはピーター・レブソンの事故死により本GPを撤退した。ウィリアムズ（イソ・マールボロ）は2台目のドライバーとしてデンマーク出身のF5000ドライバーであるトム・ベルソを起用した。マーチはイタリアの工具メーカー「ベータ (Beta)」がスポンサーに付いたことにより、ハウデン・ガンレイに代わって36歳の新人ヴィットリオ・ブランビラを起用した（ガンレイはマキに移籍した）。
この年も南アフリカのローカルドライバーが追加でエントリーされた。スクリバンテ・ラッキーストライク・レーシングからデイヴ・チャールトンがマクラーレン・M23で、チーム・ガンストンからイアン・シェクター（ジョディー・シェクターの兄）とパディ・ドライバーがロータス・72Eで、前述したアレックス・ブリノー率いるブリノー・エンバシー・レーシングSAはエディ・ケイザンがティレル・004（ブリノーが保有）をそれぞれ走らせる。

### 新車の投入
ロータスは72に代わる新車として、4ペダルと電磁クラッチの新機構を備えた76を投入した。BRMはP142エンジンの進化版P200エンジンが搭載されたP201を1台投入し、エースのジャン＝ピエール・ベルトワーズに与えた。ヘスケスは初の自製マシン308を持ち込んだ。

### エントリーリスト
| チーム                                             | No. | ドライバー                     | コンストラクター | シャシー | エンジン                         | タイヤ |
| -------------------------------------------------- | --- | ------------------------------ | ---------------- | -------- | -------------------------------- | ------ |
| ジョン・プレイヤー・チーム・ロータス               | 1   | ロニー・ピーターソン           | ロータス         | 76       | フォード・コスワース DFV 3.0L V8 | G      |
| ジョン・プレイヤー・チーム・ロータス               | 2   | ジャッキー・イクス             | ロータス         | 76       | フォード・コスワース DFV 3.0L V8 | G      |
| エルフ・チーム・ティレル                           | 3   | ジョディー・シェクター         | ティレル         | 006      | フォード・コスワース DFV 3.0L V8 | G      |
| エルフ・チーム・ティレル                           | 4   | パトリック・デパイユ           | ティレル         | 005      | フォード・コスワース DFV 3.0L V8 | G      |
| マールボロ・チーム・テキサコ                       | 5   | エマーソン・フィッティパルディ | マクラーレン     | M23      | フォード・コスワース DFV 3.0L V8 | G      |
| マールボロ・チーム・テキサコ                       | 6   | デニス・ハルム                 | マクラーレン     | M23      | フォード・コスワース DFV 3.0L V8 | G      |
| ヤードレー・チーム・マクラーレン                   | 33  | マイク・ヘイルウッド           | マクラーレン     | M23      | フォード・コスワース DFV 3.0L V8 | G      |
| モーターレーシング・ディベロップメンツ・リミテッド | 7   | カルロス・ロイテマン           | ブラバム         | BT44     | フォード・コスワース DFV 3.0L V8 | G      |
| モーターレーシング・ディベロップメンツ・リミテッド | 8   | リチャード・ロバーツ           | ブラバム         | BT44     | フォード・コスワース DFV 3.0L V8 | G      |
| マーチ・エンジニアリング                           | 9   | ハンス＝ヨアヒム・スタック     | マーチ           | 741      | フォード・コスワース DFV 3.0L V8 | G      |
| マーチ・エンジニアリング                           | 10  | ヴィットリオ・ブランビラ       | マーチ           | 741      | フォード・コスワース DFV 3.0L V8 | G      |
| スクーデリア・フェラーリ SpA SEFAC                 | 11  | クレイ・レガツォーニ           | フェラーリ       | 312B3-74 | フェラーリ 001/11 3.0L F12       | G      |
| スクーデリア・フェラーリ SpA SEFAC                 | 12  | ニキ・ラウダ                   | フェラーリ       | 312B3-74 | フェラーリ 001/11 3.0L F12       | G      |
| チーム・モチュール・BRM                            | 14  | ジャン＝ピエール・ベルトワーズ | BRM              | P201     | BRM P200 3.0L V12                | F      |
| チーム・モチュール・BRM                            | 15  | アンリ・ペスカロロ             | BRM              | P160E    | BRM P142 3.0L V12                | F      |
| チーム・モチュール・BRM                            | 37  | フランソワ・ミゴール           | BRM              | P160E    | BRM P142 3.0L V12                | F      |
| UOP・シャドウ・レーシングチーム                    | 16  | ピーター・レブソン 1           | シャドウ         | DN3      | フォード・コスワース DFV 3.0L V8 | G      |
| UOP・シャドウ・レーシングチーム                    | 17  | ジャン＝ピエール・ジャリエ 1   | シャドウ         | DN3      | フォード・コスワース DFV 3.0L V8 | G      |
| チーム・サーティース                               | 18  | カルロス・パーチェ             | サーティース     | TS16     | フォード・コスワース DFV 3.0L V8 | F      |
| チーム・サーティース                               | 19  | ヨッヘン・マス                 | サーティース     | TS16     | フォード・コスワース DFV 3.0L V8 | F      |
| フランク・ウィリアムズ・レーシングカーズ           | 20  | アルトゥーロ・メルツァリオ     | イソ・マールボロ | FW       | フォード・コスワース DFV 3.0L V8 | F      |
| フランク・ウィリアムズ・レーシングカーズ           | 21  | トム・ベルソ                   | イソ・マールボロ | FW       | フォード・コスワース DFV 3.0L V8 | F      |
| チーム・エンサイン                                 | 22  | リッキー・フォン・オペル 2     | エンサイン       | N174     | フォード・コスワース DFV 3.0L V8 | F      |
| スクリバンテ・ラッキーストライク・レーシング       | 23  | デイヴ・チャールトン           | マクラーレン     | M23      | フォード・コスワース DFV 3.0L V8 | G      |
| スクリバンテ・ラッキーストライク・レーシング       | 25  | ジョン・マクニコル 3           | ロータス         | 72A      | フォード・コスワース DFV 3.0L V8 | G      |
| ヘスケス・レーシング                               | 24  | ジェームス・ハント             | ヘスケス         | 308      | フォード・コスワース DFV 3.0L V8 | F      |
| エンバシー・レーシング・ウィズ・グラハム・ヒル     | 26  | グラハム・ヒル                 | ローラ           | T370     | フォード・コスワース DFV 3.0L V8 | F      |
| ジョン・ゴールディ・レーシング・ウィズ・ヘキサゴン | 28  | ジョン・ワトソン               | ブラバム         | BT42     | フォード・コスワース DFV 3.0L V8 | F      |
| チーム・ガンストン                                 | 29  | イアン・シェクター             | ロータス         | 72E      | フォード・コスワース DFV 3.0L V8 | G      |
| チーム・ガンストン                                 | 30  | パディ・ドライバー             | ロータス         | 72E      | フォード・コスワース DFV 3.0L V8 | G      |
| ブリノー・エンバシー・レーシング SA                | 32  | エディ・ケイザン               | ティレル         | 004      | フォード・コスワース DFV 3.0L V8 | F      |
| 出典:                                              |     |                                |                  |          |                                  |        |

追記
- ^1 - シャドウはレブソンがテスト走行中に事故死したことにより欠場[W 3]
- ^2 - エンサインはフォン・オペルのチーム離脱により欠場[W 6]
- ^3 - マシンが準備できず欠場[W 6]

## 予選
当初は水曜日と木曜日の2日間で予選を行い、金曜日は休養日としていたが、ピーター・レブソンの事故死による安全対策と大雨の影響により水曜日のセッションは行われず、木曜日の1日と金曜日の午後に行われた。
ニキ・ラウダが初のポールポジションを獲得した。グッドイヤータイヤが高温多湿のコンディションに合わず、ファイアストンタイヤを使うカルロス・パーチェ（サーティース）が2番手、同じくアルトゥーロ・メルツァリオ（イソ・マールボロ）が3番手と、カルロス・ロイテマン、エマーソン・フィッティパルディ、クレイ・レガツォーニといった有力ドライバーを抑える大健闘を見せた。新車76を投入したロータスのロニー・ピーターソンはマシントラブルが多発していいところがなく、スペアカーの72Eで出したタイム（1分17秒46）を上回れず、16番手に沈んだ。

### 予選結果
| 順位  | No. | ドライバー                     | コンストラクター          | タイム    | 差    | グリッド |
| ----- | --- | ------------------------------ | ------------------------- | --------- | ----- | -------- |
| 1     | 12  | ニキ・ラウダ                   | フェラーリ                | 1:16.58   | -     | 1        |
| 2     | 18  | カルロス・パーチェ             | サーティース–フォード     | 1:16.63   | +0.05 | 2        |
| 3     | 20  | アルトゥーロ・メルツァリオ     | イソ・マールボロ–フォード | 1:16.79   | +0.21 | 3        |
| 4     | 7   | カルロス・ロイテマン           | ブラバム–フォード         | 1:16.80   | +0.22 | 4        |
| 5     | 5   | エマーソン・フィッティパルディ | マクラーレン–フォード     | 1:16.82   | +0.24 | 5        |
| 6     | 11  | クレイ・レガツォーニ           | フェラーリ                | 1:16.85   | +0.27 | 6        |
| 7     | 9   | ハンス＝ヨアヒム・スタック     | マーチ–フォード           | 1:16.98   | +0.40 | 7        |
| 8     | 3   | ジョディー・シェクター         | ティレル–フォード         | 1:16.99   | +0.41 | 8        |
| 9     | 6   | デニス・ハルム                 | マクラーレン–フォード     | 1:17.11   | +0.53 | 9        |
| 10    | 2   | ジャッキー・イクス             | ロータス–フォード         | 1:17.18   | +0.60 | 10       |
| 11    | 14  | ジャン＝ピエール・ベルトワーズ | BRM                       | 1:17.34   | +0.76 | 11       |
| 12    | 33  | マイク・ヘイルウッド           | マクラーレン–フォード     | 1:17.34   | +0.76 | 12       |
| 13    | 24  | ジェームス・ハント             | ヘスケス–フォード         | 1:17.41   | +0.83 | 13       |
| 14    | 28  | ジョン・ワトソン               | ブラバム–フォード         | 1:17.61   | +1.03 | 14       |
| 15    | 4   | パトリック・デパイユ           | ティレル–フォード         | 1:17.75   | +1.17 | 15       |
| 16    | 1   | ロニー・ピーターソン           | ロータス–フォード         | 1:18.00 1 | +1.42 | 16       |
| 17    | 19  | ヨッヘン・マス                 | サーティース–フォード     | 1:18.23   | +1.65 | 17       |
| 18    | 26  | グラハム・ヒル                 | ローラ–フォード           | 1:18.25   | +1.67 | 18       |
| 19    | 10  | ヴィットリオ・ブランビラ       | マーチ–フォード           | 1:18.29   | +1.71 | 19       |
| 20    | 23  | デイヴ・チャールトン           | マクラーレン–フォード     | 1:18.37   | +1.79 | 20       |
| 21    | 15  | アンリ・ペスカロロ             | BRM                       | 1:18.39   | +1.81 | 21       |
| 22    | 29  | イアン・シェクター             | ロータス–フォード         | 1:18.56   | +1.98 | 22       |
| 23    | 8   | リチャード・ロバーツ           | ブラバム–フォード         | 1:18.60   | +2.02 | 23       |
| 24    | 32  | エディ・ケイザン               | ティレル–フォード         | 1:19.00   | +2.42 | 24       |
| 25    | 37  | フランソワ・ミゴール           | BRM                       | 1:19.14   | +2.56 | 25       |
| 26    | 30  | パディ・ドライバー             | ロータス–フォード         | 1:19.49   | +2.91 | 26       |
| 27    | 21  | トム・ベルソ                   | イソ・マールボロ–フォード | 1:19.80   | +3.22 | 27       |
| 出典: |     |                                |                           |           |       |          |

追記
- ^1 - ピーターソンはロータス・76で決勝を走るため、ロータス・72Eで記録した1:17.46は無効となった[1]

## 決勝
（特記のない出典: ）
スタートはポールポジションからスタートしたニキ・ラウダが先頭で、スタートでもたついたカルロス・パーチェを抜いたカルロス・ロイテマン、そしてイソ・マールボロのアルトゥーロ・メルツァリオがラウダに続く。新車ロータス・76を駆るロニー・ピーターソンはスロットルが開いたままになり、大きく蛇行してしまう。ピーターソンはマシンを止めようとしたがスピンしてしまい、同じロータス・76を駆るチームメイトのジャッキー・イクスと接触してしまう。2台ともピットインしてコースに復帰したが、ピーターソンはマシンのダメージが大きく3周目でリタイアした。
10周目、ロイテマンがラウダを抜いて首位に立つ。ロイテマンのハイペースについていけるのはラウダのみで、両者1秒以内の差をキープしながらレースは続いていく。母国グランプリを迎えたジョディー・シェクターはジェームス・ハントと激しい4位争いを繰り広げたが、13周目にハントが等速ジョイントを破損してリタイアした。ヘスケス・308のデビューレースはリタイアに終わったが、壊れたパーツはマーチ製であった。シェクターもレース中盤にリアタイヤがバイブレーションを起こして後退していった。そして31周目にイクスがリタイアし、ロータス・76は2台ともリタイアと最悪のデビューレースとなってしまった。前評判の良くなかったBRMのジャン＝ピエール・ベルトワーズは徐々に順位を上げ、デニス・ハルムに続き44周目にはティレル勢を抜いて入賞圏内の6位に浮上し、58周目にはエマーソン・フィッティパルディも抜いていった。続いてヤードレーカラーを纏う3台目のマクラーレンを走らせるマイク・ヘイルウッドにも迫っていき、2台ともその前方にいたクレイ・レガツォーニとの差を縮めていき、64周目にベルトワーズがヘイルウッドも抜いた。レガツォーニは油圧低下により、66周目の最終コーナーでマシンを止めた。
ロイテマンは順調に首位を走行し、ずっとその後方を走っていたラウダも首位浮上を諦め2位確保に移ろうとしたが、ラウダのフェラーリ・312B3も油圧が低下してしまい、エンジンがミスファイアを起こして万事休す。ロイテマンはF1キャリア3年目で初優勝を挙げ、アルゼンチン人ドライバーにとっては1957年ドイツグランプリのファン・マヌエル・ファンジオ以来17年ぶりの勝利であり、ブラバムチームにとっても1970年南アフリカグランプリでジャック・ブラバムが勝って以来4年ぶりの勝利（バーニー・エクレストンがオーナーとなってからは初勝利）であった。
ラウダに代わって2位となったのはベルトワーズで、BRMにとっては1972年モナコグランプリでベルトワーズが優勝して以来2年ぶりの表彰台を獲得した。3位のヘイルウッドはF1キャリア2度目の表彰台を得た。パトリック・デパイユが4位で、5位のハンス＝ヨアヒム・スタックは初入賞を果たし、アルトゥーロ・メルツァリオが6位に入賞した。

### レース結果
| 順位  | No. | ドライバー                     | コンストラクター          | 周回数 | タイム/リタイア原因 | グリッド | ポイント |
| ----- | --- | ------------------------------ | ------------------------- | ------ | ------------------- | -------- | -------- |
| 1     | 7   | カルロス・ロイテマン           | ブラバム-フォード         | 78     | 1:42:40.96          | 4        | 9        |
| 2     | 14  | ジャン＝ピエール・ベルトワーズ | BRM                       | 78     | +33.94              | 11       | 6        |
| 3     | 33  | マイク・ヘイルウッド           | マクラーレン-フォード     | 78     | +42.16              | 12       | 4        |
| 4     | 4   | パトリック・デパイユ           | ティレル-フォード         | 78     | +44.19              | 15       | 3        |
| 5     | 9   | ハンス＝ヨアヒム・スタック     | マーチ-フォード           | 78     | +46.23              | 7        | 2        |
| 6     | 20  | アルトゥーロ・メルツァリオ     | イソ・マールボロ-フォード | 78     | +56.04              | 3        | 1        |
| 7     | 5   | エマーソン・フィッティパルディ | マクラーレン-フォード     | 78     | +1:08.39            | 5        |          |
| 8     | 3   | ジョディー・シェクター         | ティレル-フォード         | 78     | +1:10.54            | 8        |          |
| 9     | 6   | デニス・ハルム                 | マクラーレン-フォード     | 77     | +1 Lap              | 9        |          |
| 10    | 10  | ヴィットリオ・ブランビラ       | マーチ-フォード           | 77     | +1 Lap              | 19       |          |
| 11    | 18  | カルロス・パーチェ             | サーティース-フォード     | 77     | +1 Lap              | 2        |          |
| 12    | 26  | グラハム・ヒル                 | ローラ-フォード           | 77     | +1 Lap              | 18       |          |
| 13    | 29  | イアン・シェクター             | ロータス-フォード         | 76     | +2 Laps             | 22       |          |
| 14    | 32  | エディ・ケイザン               | ティレル-フォード         | 76     | +2 Laps             | 24       |          |
| 15    | 37  | フランソワ・ミゴール           | BRM                       | 75     | +3 Laps             | 25       |          |
| 16    | 12  | ニキ・ラウダ                   | フェラーリ                | 74     | イグニッション      | 1        |          |
| 17    | 8   | リチャード・ロバーツ           | ブラバム-フォード         | 74     | +4 Laps             | 23       |          |
| 18    | 15  | アンリ・ペスカロロ             | BRM                       | 72     | +6 Laps             | 21       |          |
| 19    | 23  | デイヴ・チャールトン           | マクラーレン-フォード     | 71     | +7 Laps             | 20       |          |
| Ret   | 11  | クレイ・レガツォーニ           | フェラーリ                | 65     | 油圧                | 6        |          |
| Ret   | 28  | ジョン・ワトソン               | ブラバム-フォード         | 54     | 燃料システム        | 13       |          |
| Ret   | 2   | ジャッキー・イクス             | ロータス-フォード         | 31     | ブレーキ            | 10       |          |
| Ret   | 24  | ジェームス・ハント             | ヘスケス-フォード         | 13     | トランスミッション  | 14       |          |
| Ret   | 19  | ヨッヘン・マス                 | サーティース-フォード     | 11     | サスペンション      | 17       |          |
| Ret   | 30  | パディ・ドライバー             | ロータス-フォード         | 6      | クラッチ            | 26       |          |
| Ret   | 1   | ロニー・ピーターソン           | ロータス-フォード         | 2      | 接触                | 16       |          |
| Ret   | 21  | トム・ベルソ                   | イソ・マールボロ-フォード | 0      | クラッチ            | 27       |          |
| 出典: |     |                                |                           |        |                     |          |          |

勝者カルロス・ロイテマンの平均速度
- 187.049 km/h (116.227 mph)

ファステストラップ
- カルロス・ロイテマン - 1:18.16（58周目）

ラップリーダー
太字は最多ラップリーダー
- ニキ・ラウダ - 9周 (1-9)
- カルロス・ロイテマン - 69周 (10-78)

## 主な記録
（特記のない出典: ）
ドライバー
- 初勝利 / 初ファステストラップ: カルロス・ロイテマン（28戦目[W 11]）
- 初ポールポジション: ニキ・ラウダ（30戦目[W 12]）
- 最終表彰台: ジャン＝ピエール・ベルトワーズ（8回目）、マイク・ヘイルウッド（2回目）
- 初完走 / 初入賞: ハンス＝ヨアヒム・スタック（3戦目）[W 13]
- 初エントリー / 初出走 / 初完走: ヴィットリオ・ブランビラ[W 14]
- 50回目の出走: ロニー・ピーターソン
- 100回目の出走: デニス・ハルム

コンストラクター
- 最終表彰台: BRM（61回目）
- 初出走: ヘスケス

エンジン
- 最終表彰台: BRM（65回目）

## 第3戦終了時点のランキング
|       | 順位 | ドライバー                     | ポイント |
| ----- | ---- | ------------------------------ | -------- |
|       | 1    | クレイ・レガツォーニ           | 10       |
| 9     | 2    | カルロス・ロイテマン           | 9        |
| 1     | 3    | エマーソン・フィッティパルディ | 9        |
| 1     | 4    | デニス・ハルム                 | 9        |
|       | 5    | マイク・ヘイルウッド           | 9        |
| 出典: |      |                                |          |

|       | 順位 | コンストラクター      | ポイント |
| ----- | ---- | --------------------- | -------- |
|       | 1    | マクラーレン-フォード | 22       |
|       | 2    | フェラーリ            | 12       |
| 4     | 3    | ブラバム-フォード     | 9        |
| 1     | 4    | BRM                   | 8        |
| 2     | 5    | ロータス-フォード     | 4        |
| 出典: |      |                       |          |

- 注: トップ5のみ表示。有効ポイントは前半8戦のうちベスト7戦と後半7戦のうちベスト6戦の合計。